# Neuranethes angola
Neuranethes angola là một loài bướm đêm trong họ Noctuidae.